# تشوكوروفا
تشوكوروفا

خريطة تبين موقع سهل تشوكوروفا في تركيا

تشوكوروفا بالتركية Çukurova هو الاسم الحديث لسهل من كيليكيا القديمة ،( كيليكيا بيديا ) ، في جنوب تركيا اليوم.
ان هذا السهل مقسم اليوم بين أضنة ، عثمانية ومرسين ،المحافظات التركية الحديثة .
ان سهل تشوكوروفا هو مسرح احداث عدة روايات كتبها يشار كمال و التي تروي قصص العمال الزراعيين الموسميين الذين يأتون للعمل من الجبل بشكل جماعي، بقرى كاملة .
اتبعت الإمبراطورية العثمانية في القرن السابع عشر و الثامن عشر عشر قرون ، سياسة توطين قسرية للبدو التركمان واليوروك في هذه المنطقة.
تشوكوروفا هو اسم صناعي لنوع من الات الاشغال العمومية المصنوعة في تركيا.و تم عمل مسلسل فني اسمه كان يا مكان في شوكوروفا